# Ягеллонська вулиця
Ягелло́нська ву́лиця — вулиця в Деснянському районі міста Києва, селище Троєщина. Пролягає від Деснянської до Радосинської вулиці.

## Історія
Виникла у 1-й половині XX століття. 1965 року отримала назву вулиця Мічуріна, на честь російського біолога і селекціонера Івана Мічуріна. 
Сучасна назва на честь польської королівської династії Ягеллонів — з 2022 року.